# Everett C. Olson
Everett Claire Olson (6 novembre 1910 - 27 novembre 1993) est un zoologiste, paléontologue et géologue américain connu pour ses recherches fondamentales sur l'origine et l'évolution des animaux vertébrés,,.

## Biographie
Olson est né à Waupaca, Wisconsin et grandit à Hinsdale, Illinois. Il obtient ses diplômes de premier cycle et des cycles supérieurs, notamment un doctorat en géologie (1935) de l'Université de Chicago.
Grâce à ses recherches sur les fossiles de vertébrés terrestres, il identifie des intervalles d'extinction dans le Permien et le Trias. Il propose également des corrélations stratigraphiques entre les strates nord-américaines (en particulier les formations Chickasha et San Angelo) et russes portant des vertébrés pour lesquelles un soutien supplémentaire est trouvé beaucoup plus tard,,. La baisse de la diversité des vertébrés terrestres qu'il propose à la fin de l'étape kungurienne de la période permienne qui s'est produite il y a 270 millions d'années porte maintenant son nom - l'extinction d'Olson. À l'inverse, certains scientifiques pensent que le changement a été progressif mais qu'il semble abrupt en raison d'une lacune dans les archives fossiles, appelée "Olson's Gap" ,,,. Certaines de ses autres recherches notables portent également sur les taxons Slaugenhopia, Trimerorhachis et Waggoneria.
Olson est un ancien président du département de biologie de l'UCLA ,, membre de l'Académie nationale des sciences, récipiendaire de la médaille paléontologique de la Paleontological Society (1987), le premier récipiendaire de la médaille Romer-Simpson de la Society of Vertebrate Paleontology, un scientifique émérite du CSEOL (1991). 